# Каролина Нассау-Саарбрюккенская
Кароли́на Насса́у-Саарбрю́ккенская (нем. Karoline von Nassau-Saarbrücken; 12 августа 1704, Саарбрюккен, графство Саарбрюккен — 25 марта 1774, Дармштадт, Гессен-Дармштадт) — принцесса из Нассауского дома, дочь Людвига Крафта, графа Нассау-Саарбрюккена. Жена пфальцграфа и герцога Кристиана III; в замужестве — пфальцграфиня Биркенфельда и герцогиня Цвейбрюккена. Овдовев, управляла Пфальц-Цвейбрюккеном на правах регента при несовершеннолетнем сыне с 3 февраля 1735 по 20 ноября 1740 года.

## Происхождение
Каролина родилась в Саарбрюккене 12 августа 1704 года. Она была четвёртым ребёнком и четвёртой дочерью в многодетной семье Людвига Крафта, графа Нассау-Саарбрюккена, представителя старейшей ветви Нассауского дома, и Филиппины Генриетты Гогенлоэ-Лангенбургской, графини из дома Гогенлоэ. По отцовской линии приходилась внучкой Густаву Адольфу, графу Саарбрюккена и Элеоноре Кларе Гогенлоэ-Нойенштайнской, графини из дома Гогенлоэ. По материнской линии была внучкой Генриха Фридриха, графа Гогенлоэ-Лангенбурга и Юлианы Софии Кастель-Ремлингенской, графини из дома Кастель.

## Брак и потомство
21 сентября 1719 года в замке Лоренце Каролина сочеталась браком с Кристианом (7.11.1674 — 3.02.1735), пфальцграфом Биркенфельда и графом Раппольтштейна и Спонхейма. Невесте было пятнадцать лет, жениху сорок четыре года. Кроме того, последний приходился ей крёстным отцом. После свадьбы супруги поселились в Биркенфельде. В том же году они переехали в Рапольтштейн в Эльзасе, где жили до 1733 года. В 1731 году Кристиан стал новым герцогом Цвейбрюккена под именем Кристиана III, а Каролина стала герцогиней. Супруги переехали в Цвейбрюккен. В браке Каролины и Кристиана родились две дочери и два сына:
- Каролина Генриетта Кристина (9.03.1721 — 30.03.1774), принцесса Пфальц-Биркенфельда, 12 августа 1741 в Цвейбрюккене сочеталась браком с Людвигом IX (15.12.1719 — 6.04.1790), ландграфом Гессен-Дармштадта;
- Кристиан (16.9.1722 — 5.01.1775), с 1735 года пфальцграф Биркенфельда и герцог Цвейбрюккена под именем Кристиана IV, в 1751 году вступил в морганатический брак с танцовщицей Марией Иоганной Камасс[нем.] (2.09.1734 — 1.12.1807), потомству от которой был присвоен титул графов фон Форбах;
- Фридрих Михаэль (27.02.1724 — 15.08.1767), пфальцграф Биркенфельда и граф Раппольтштейна, в 1746 году сочетался браком с Марией Франциской Доротеей Пфальц-Зульцбахской (15.06.1724 — 15.11.1794), принцессой из дома Виттельсбахов;
- Кристиана Генриетта (16.11.1725 — 11.02.1816), принцесса Пфальц-Биркенфельда, 19 августа 1741 в Цвейбрюккене сочеталась браком с Карлом Августом (24.09.1704 — 29.08.1763), князем Вальдек-Пирмонта.

## Регентство
3 февраля 1735 года Каролина овдовела. С согласия императора Карла VI она стала регентшей при несовершеннолетнем сыне — новом пфальцграфе и герцоге Кристиане IV. Король Людовик XV также подтвердил все права на владения её сына в Эльзасе, который входил в состав французского королевства. При регентстве Каролины между Парижем и Цвайбрюккеном поддерживались хорошие отношения. Несколько представителей ветви Пфальц-Цвейбрюккен-Биркенфельд дома Виттельсбахов служили в армии французского короля. Тайный кабинет министров признал за вдовствующей пфальцграфиней и герцогиней статус высшей государственной власти в Цвейбрюккене. При ней ведущую роль в кабинете играли тайные советники Генрих Вильгельм фон Вреде и Людвиг де Савиньи.
Во время регентства Каролина урегулировала многочисленные судебные процессы с представителями ветви Гельнхаузен и баронами Шнорренбурга. Она также привела в порядок государственные финансы, проблемы с которыми возникли из-за судебных издержек и финансирования строительства новых проектов, начатых предшественником Кристиана III. Во время войны за польское наследство на территории Цвейбрюккена находились армии императора и французского короля. Министрам Каролины приходилось заниматься проблемами их размещения и фуража. За 1734—1736 годы Цвейбрюккен понёс расходы на сумму почти в семьсот тысяч гульденов. Финансовое положение во владениях Каролины настолько ухудшилось, что в петиции к рейхстагу она объявила о прекращении выплат имперских и окружных налогов до тех пор, пока не восстановит финансовое положение в Цвейбрюккене. Регентство Каролины длилось пять лет и закончилось 20 ноября 1740 года, когда Кристиан IV достиг совершеннолетия.

## Поздние годы

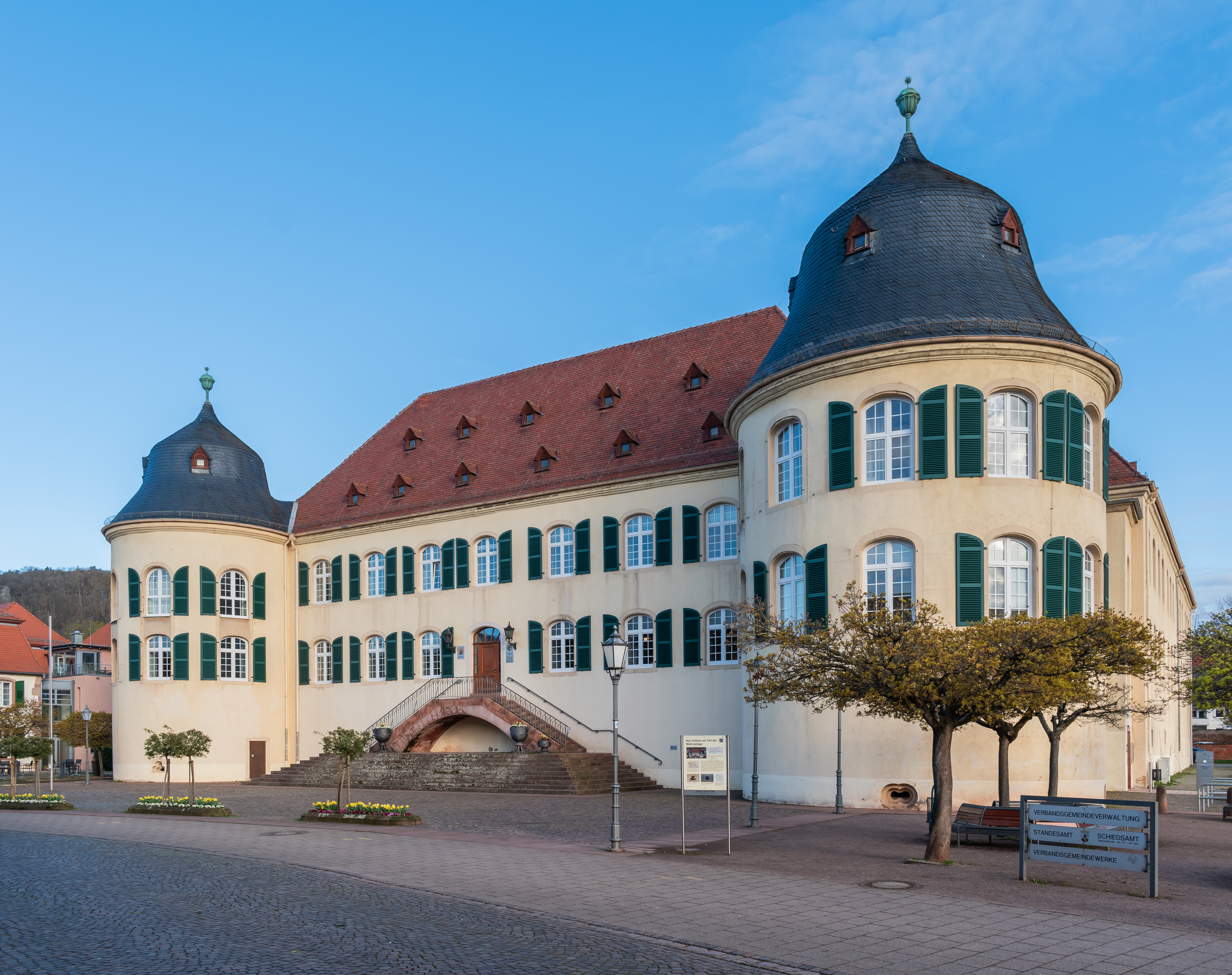
Бергцабернский дворец — резиденция вдовствующей пфальцграфини и герцогини

В 1744 году официальной резиденцией Каролины стал Бергцабернский дворец. Здесь она жила с незамужней старшей сестрой Генриеттой и вдовой матерью. Когда тайный советник Генрих Вильгельм фон Вреде попытался сократить расходы на содержание вдовствующей пфальцграфини и герцогини, Каролина, с помощью сына Кристиана IV, добилась сохранения финансирования двора таким, каким оно было во времена её покойного мужа Кристиана III.
Каролина была последовательной лютеранкой. Придворным проповедником ею был назначен лютеранин Георг Петерсен, консультировавший вдовствующую пфальцграфиню и герцогиню по вопросам церковной политики и канонам. Каролина поддерживала лютеранскую общину в Бергцаберне. Взяла на себя большую часть расходов при строительстве местной кирхи. У себя во дворце она кормила голодных бедняков и основала благотворительную организацию, помогавшую беднякам-протестантам. Переход обоих сыновей в католичество вызвал резкое неприятие со стороны вдовствующей пфальцграфини и герцогини. Кроме того, она категорически отказывалась признавать морганатический брак Кристиана IV.
После скоропостижной смерти младшего сына в 1767 году Каролина присматривала за его детьми; внучка Мария Анна жила с ней в Бергцаберне, а внук Максимилиан, будущий первый король Баварии, проводил у бабушки каникулы. Вдовствующая пфальцграфиня и герцогиня вела переписку с известными государственными деятелями своего времени. Её эпистолярное наследие ныне хранится в Главном государственном архиве Баварии в Мюнхене. Также активно она переписывалась с обеими дочерьми. В марте 1774 года Каролина приехала в Дармштадт к одру умиравшей дочери — Каролины Генриетты. Вскоре после приезда, 25 марта 1774 года она скончалась, а через пять дней, вслед за матерью, умерла и дочь. Вдовствующую пфальцграфиню и герцогиню похоронили в городской кирхе Дармштадта. Церемония погребения, по желанию покойной, носила скромный характер.